# 30179 Movva
30179 Movva este un asteroid din centura principală de asteroizi.

## Descriere
30179 Movva este un asteroid din centura principală de asteroizi. A fost descoperit pe 6 aprilie 2000 la Socorro, New Mexico, în cadrul proiectului LINEAR. Asteroidul prezintă o orbită caracterizată de o semiaxă mare de 2,43 ua, o excentricitate de 0,14 și o înclinație de 3,9° în raport cu ecliptica.